# Marino Marini (archivista)
Mons. Marino Marini (Santarcangelo di Romagna, 11 giugno 1783 – Roma, 21 novembre 1855) è stato un presbitero e archivista italiano, prefetto dell'Archivio segreto vaticano dal 1815 al 1855 e canonico della basilica di San Pietro.

## Biografia

### Archivio vaticano
Nipote di Luigi Gaetano Marini, prefetto dell'Archivio segreto vaticano, ne diventa assistente nel 1803, dal 18 marzo 1809 con diritto di successione. Durante il periodo successivo alla confisca napoleonica del 1810 seguì con lo zio gli archivi a Parigi, occupandosi poi anche della restituzione (1814-1817). Fu nominato cameriere d'onore e nel 1816 -come premio per il suo lavoro- cameriere segreto da Pio VII. Fu prefetto dell'Archivio vaticano dal 1815 al 1822 con Callisto Marini e dal 1822 al 1855 con Pier Filippo Boatti.

### Basilica vaticana
Probabilmente nel 1798 diventa coadiutore di F. L. Gigli, chierico beneficiato della Basilica di San Pietro in Vaticano. Il 19 giugno 1803 gli succede. Il 7 aprile 1805 fu promosso tra i beneficiati. Viene poi ordinato sacerdote. Il 23 settembre 1832 diventa canonico. Nel 1835 e nel 1842 fu sindaco della basilica. 

## Opere
- Dei pregi di un manoscritto italiano recentemente trovato negli Archivi apostolici Vaticani. Dissertazione di monsig. Marino Marini, 1821
- Degli aneddoti di Gaetano Marini. Commentario di suo nipote Marino Marini, 1822
- Nuovo esame dell'autenticità de' diplomi di Ludovico Pio, Ottone 1., e Arrigo 2. sul dominio temporale dei romani pontefici, Della Stamperia de Romanis, 1822
- Memorie istorico-critiche della città di Santo Arcangelo, Bourlie, 1844
- Galileo e l'Inquisizione: memorie storico-critiche dirette alla Romana Accademia di Archeologia, S. C. de Propaganda Fide, 1850
- Memorie Storiche dell'occupazione e restituzione degli Archivi della S. Sede e del riacquisto de' Codici e Museo Numismatico del Vaticano e de' Manoscritti e parte del Museo di Storia Naturale di Bologna, 1855